# Бурковцы (Житомирская область)
Бу́рковцы (укр. Бурківці) — село на Украине, находится в Чудновском районе Житомирской области.
Код КОАТУУ — 1825881201. Население по переписи 2001 года составляет 642 человека, на 01.03.2011 г. — 474 человека. Почтовый индекс — 13261. Телефонный код — 4139. Занимает площадь 3 км².

## Адрес местного совета
13261, Житомирская область, Чудновский р-н, с. Бурковцы, ул. Октябрьская, 8, тел. 4-76-31.